# 우아스카르
우아스카르(Huáscar, 1503년 ~ 1532년)는 잉카 제국의 사파 잉카이다. 아버지는 11대 황제 우아이나 카팍이고, 원래 후계자였던 니난 쿠요치가 천연두로 급사하자 그를 대신하여 잉카 제국의 13대 사파 잉카로 즉위하였다.

## 일생
그의 이름을 어디서 따왔는지에 대해서는 불명확하다. '우아스'라는 단어가 케추아어로 '사슬'이라는 뜻이기 때문에, 몇몇은 그 이름이 그의 탄생을 기리기 위해 만들어진 거대한 황금 사슬에서 비롯한 것이라고 하기도 한다. 다만 그의 아버지였던 우아이나 카팍이 '사슬'이라는 단어는 고귀한 황족의 자손에게 어울리지 못한다고 생각했고, 그 뒤에 '카르'라는 단어를 붙여 결국 '우아스카르'가 되었다는 것이다. 또다른 설로는 그가 태어난 곳에서 이름을 따왔다는 것도 있다.
우아스카르의 일생은 전체적으로 안개에 싸여 있다. 혼란스러웠던 당시 잉카 내전 당시의 상황과, 이어진 스페인인들의 극렬한 잉카 문화 탄압으로 인해 그에 대해 기록한 유물은 거의 남아있지 않는 형국이다.
그에 대해서 기록된 스페인인들의 전기에는, 그의 폭정과 탄압에 대하여 주로 서술한다. 허나 이는 당시 스페인 침략자들의 관점에서 본 것으로, 매우 편향된 것이기에 그대로 받아들이기에는 무리가 있다. 또한 그의 전기를 쓴 스페인 작가의 아내가 아타우알파의 전처였기 때문에, 우아스카르에 대한 기록은 한쪽으로 치우쳐 기록되었을 가능성이 매우 크다.
남아있는 기록들에 따르면, 우아스카르는 아랫사람들이 자신의 마음에 들지 않는 행동들을 했을 때 곧바로 죽여버렸다고 적혀있으며, 전대 사파 잉카, 즉 황제들의 땅을 강제로 자신의 것으로 만들고, 신에게 바쳐진 땅을 국유화하여 개인의 사욕을 채웠다고 한다. 또한 신에 대한 신앙심, 조상에 대한 공경심도 없어 잉카인들의 미움을 샀다고 전한다.
우아스카르가 아버지의 뒤를 이어 황제의 자리에 오른 후 얼마 지나지 않아, 그는 그의 경쟁자이자 형제였던 아타우알파에게 전쟁을 선포하고 내전을 시작하게 된다. 하지만 그가 이끌던 군대의 장군들이 모두 아타우알파에게 넘어가고, 민심이 요동치기 시작하며 패색이 짙어지기 시작했다. 그가 이끌던 60,000명의 대군이 아타우알파의 60,000명의 군대와 격돌, 대패하자 결국 그는 황제의 자리에서 쫓겨나 감옥에 구금당하는 신세가 된다.
이 잉카인들끼리의 내전은 결국 피사로가 이끌고 온 스페인 침략자들에게만 큰 행운으로 작용한다. 스페인인들이 도착한 직후의 잉카 군대는 이미 큰 내전으로 인해 기진맥진한 상태였고, 원래 우아스카르를 지지하던 쿠스코의 권력층들이 아타우알파를 겉으로는 따르는 척했으나, 속으로는 반발심이 생겨 내분이 생겨나고 있었기 때문이었다.
스페인인들이 아타우알파를 포로로 잡고 제국의 주권을 침탈하는 동안, 아타우알파는 스페인인들이 자신을 죽여버리고 대신 우아스카르를 허수아비 황제로 세우는 것을 경계하여 비밀리에 그를 암살하게 된다. 기록에 따르면, 아타우알파는 스페인인들에게 당시 이런 말을 했다고 한다.
"우아스카르가 너희들에게 얼마나 많은 금을 줄 수 있을지 몰라도, 나는 그 2배를 줄 수 있다. 그를 죽여버리고, 나를 황제의 자리에 남겨두어라"

## 같이 보기
- 우아스카란산